# Халиловић
Халиловић је бошњачко презиме које се у мањој мери може наћи у Србији и Хрватској. У Босни и Херцеговини је 11. најчешће презиме. Презиме потиче од арапског мушког имена Кхалил (арап. خليل), што значи пријатељ, и додавањем словенског суфикса -овић.

## Познати људи
- Ален Халиловић (1996– ), хрватски фудбалер
- Елма Халиловић (1978– ), професорка је и књижевни критичар
- Енес Халиловић (1977– ), песник, драмски писац, новинар, економиста и правник
- Ибрахим Халиловић (1946– ), бошњачки књижевник и новинар
- Недим Халиловић (1979– ), босанскохерцеговачки професионални фудбалер
- Сенахид Халиловић (1958– ), босанскохерцеговачки лингвиста
- Сефер Халиловић (1952– ), генерал Армије Републике Босне и Херцеговине
- Сулејман Халиловић (1955– ), бивши југословенски фудбалски репрезентативац